# سباق طواف فرنسا 1933
سباق طواف فرنسا 1933 من سلسلة سباقات سباق طواف فرنسا. أقيم هذا السباق في تاريخ 27 يونيو - 23 يوليو 1933 على 23 مراحل. بعد مرور 147 ساعة و51 دقيقة و37 ثانية وبعد طي 4395 كم بمتوسط 29.818 كم في الساعة فاز بالميدالية الذهبية جورج سبيشيه من فرنسا، فيما حصد لياركو غويرا من إيطاليا الميدالية الفضية، وكانت الميدالية البرونزية من نصيب جيوزيبي مارتانو من إيطاليا.

## الميداليات
| ذهب                 | فضة                    | برونز                     |
| جورج سبيشيه - فرنسا | لياركو غويرا - إيطاليا | جيوزيبي مارتانو - إيطاليا |